# Carbonia-Iglesias
Carbonia-Iglesias is een voormalige provincie in de autonomie regio Sardinië. De provincie is 2005 gevormd uit de provincie Cagliari en fuseerde in 2016 met de provincie Medio Campidano en de gemeenten van de provincie Cagliari, met uitzondering van de 17 gemeenten die de metropolitane stad Cagliari gingen vormen, tot de provincie Zuid-Sardinië.
Het territorium van de provincie omvatte de historische streken Sulcis en Iglesiente. Het westen is bergachtig met de Monte Linas als hoogste punt. Tot Carbona-Iglesias behoorden twee grote eilanden: Isola San Pietro en Sant'Antioco. Sant'Antioco is qua grootte het vierde eiland van Italië na Sicilië, Sardinië en Elba. Carbonia is een moderne stad en werd pas opgericht in 1938. De naam refereert aan de vele steenkoolmijnen in deze streek. Bij Fluminimaggiore zijn de resten te vinden van de Punische tempel Antas.
Buggerru · Calasetta · Carbonia · Carloforte · Domusnovas · Fluminimaggiore · Giba · Gonnesa · Iglesias · Masainas · Musei · Narcao · Nuxis · Perdaxius · Piscinas · Portoscuso · San Giovanni Suergiu · Sant'Anna Arresi · Sant'Antioco · Santadi · Tratalias · Villamassargia · Villaperuccio